# Bürgerlich-Demokratische Partei
Die Bürgerlich-Demokratische Partei Schweiz (BDP Schweiz), französisch Parti bourgeois démocratique Suisse (PBD), italienisch Partito borghese democratico Svizzera (PBD), rätoromanisch Partida burgais democratica Svizra PBDⓘ, war eine politische Partei in der Schweiz, die auf nationaler Ebene am 1. November 2008 als gemässigte Abspaltung der Schweizerischen Volkspartei (SVP) gegründet wurde. Am 1. Januar 2021 schloss sie sich mit der Christlichdemokratischen Volkspartei (CVP) zur Partei Die Mitte zusammen.

## Geschichte
Die SVP verstand sich bei ihrer Gründung 1971 als eine bürgerliche Zentrumspartei. Unter der geistigen Führung von Christoph Blocher verfolgte sie seit den 1990er Jahren eine deutlich stärker rechts orientierte Politik. Dies führte insbesondere in den Kantonen Bern, Glarus und Graubünden zu Grabenkämpfen, da die dortige SVP, aus der Demokratischen Partei bzw. der Bauern-, Gewerbe- und Bürgerpartei hervorgegangen, traditionell gemässigter bürgerlich orientiert war.
Zum Eklat kam es, als sich die Bündnerin Eveline Widmer-Schlumpf bei den Bundesratswahlen 2007 gegen den Willen der SVP-Fraktion anstelle des bisherigen Bundesrats Christoph Blocher in die Landesregierung wählen liess und die damalige SVP Graubünden sich weigerte, Widmer-Schlumpf deswegen aus der Partei auszuschliessen. Da die SVP Schweiz gemäss Statuten keine Einzelmitglieder von Kantonalparteien ausschliessen konnte, entschied sie, die gesamte SVP Graubünden auszuschliessen. Diese benannte sich daraufhin in Bürgerlich-Demokratische Partei um. Ursprünglich war als Name für die neue Partei Bürgerliche Partei Schweiz (BPS) vorgesehen; er wurde nach Protesten der bereits bestehenden Bürger-Partei Schweiz, einer rechten Kleinstpartei, geändert, da diese fürchtete, das Kürzel BPS zu verlieren. Da sich wegen der Bezeichnung Bürgerliche Partei möglicherweise ein Rechtsstreit anbahnte, wählten die Bündner letztlich den Namen Bürgerlich-Demokratische Partei.
In der SVP Bern, deren damaliger Bundesrat Samuel Schmid von der SVP Schweiz ebenfalls nicht mehr als ihr Bundesrat angesehen wurde, wurde ebenfalls die Abspaltung diskutiert und mit der Gründung der BDP Bern in die Tat umgesetzt. Auch im Kanton Glarus spalteten sich SVP-Exponenten von der Partei ab und gründeten die BDP Glarus. Daraufhin wurde am 1. November 2008 in Glarus die BDP Schweiz gegründet. Als erster Parteipräsident wurde Hans Grunder gewählt.
Später wurden weitere kantonale Parteien gegründet, welche jedoch nicht als Abspaltung der SVP angesehen werden konnten. Die meisten Mitglieder dieser Sektionen waren vor ihrem Beitritt parteilos, vereinzelt fanden sich ehemalige Politiker verschiedener bürgerlicher Parteien. Ausserhalb ihrer Gründungskantone konnte die BDP hauptsächlich in den protestantischen Kantonen der Deutschschweiz zeitweise gewisse Wahlerfolge verzeichnen.
Bei den Schweizer Parlamentswahlen 2011 trat die BDP erstmals zu nationalen Wahlen an. Sie erhielt 5,4 % der Stimmen und 9 Sitze im Nationalrat. Ihr einziger Ständerat, der Berner Werner Luginbühl, wurde im zweiten Wahlgang wiedergewählt.
Am 5. Mai 2012 löste Martin Landolt Hans Grunder ab. Im Wahlkampf für die Schweizer Parlamentswahlen 2015 setzte sich die BDP hauptsächlich für die Energiewende und den bilateralen Weg ein. Sie erreichte bei diesen Wahlen sieben Nationalratssitze (−2) bei einem Wähleranteil von 4,1 % (−1,3 %), den Ständeratssitz von Werner Luginbühl konnte sie erneut verteidigen. Nach den Nationalratswahlen im Herbst 2015 trat Eveline Widmer-Schlumpf auf Ende 2015 aus dem Bundesrat zurück.
Bei den Wahlen 2019 verzeichnete die BDP starke Verluste. Ihr Wähleranteil sank um  1,6 % auf nur noch 2,5 %. Die BDP verlor nach dem Rücktritt von Luginbühl ihre Vertretung in der kleinen Kammer und konnte im Nationalrat keine eigene Fraktion mehr bilden. Die verbliebenen drei Nationalräte schlossen sich mit den Abgeordneten der CVP und der EVP zur neuen Mitte-Fraktion zusammen.
An der Delegiertenversammlung vom 14. November 2020 beschlossen die Delegierten den Zusammenschluss mit der Christlichdemokratischen Volkspartei (CVP) zur neuen Partei «Die Mitte» per 1. Januar 2021.

## Kantonalparteien
Die BDP gliederte sich in Kantonalparteien, wobei der Höchststand 17 Sektionen betrug, zum Zeitpunkt ihrer Auflösung bestanden noch 15 Kantonalparteien. Die von einer einzelnen Person 2009 eigenmächtig gegründete «BDP Obwalden» war hingegen keine Kantonalpartei der BDP.

### BDP Graubünden
Die BDP Graubünden hatte ihren Ursprung in der 1919 gegründeten Bündner Demokratischen Partei. 1971 erfolgte der gesamtschweizerische Zusammenschluss der Demokratischen Partei mit der Bauern-, Gewerbe- und Bürgerpartei zur Schweizerischen Volkspartei und dadurch die Umbenennung in SVP Graubünden. Ab dem Ausschluss aus der SVP nannte sie sich BDP Graubünden. Nach den Wahlen vom 3. Juni 2010 stellte die BDP zwei Regierungsräte und 25 (von 120 im Majorzverfahren gewählten) Grossräte. Bei den darauffolgenden Wahlen 2014 konnte die BDP ihre beiden Regierungsratssitze verteidigen und im Grossen Rat um drei auf 28 Sitze zulegen (wobei aufgrund des Majorzverfahrens wiederum kein Wähleranteil angegeben werden kann). Bei den Wahlen 2018 verlor die BDP dagegen einen Regierungs- und fünf Grossratssitze; sie verfügte somit zuletzt über 23 Grossratsmitglieder. Auf Bundesebene stellte die BDP Graubünden ab den Schweizer Parlamentswahlen 2011 mit Hansjörg Hassler einen Nationalrat (20,5 %). Diesen Sitz konnte sie 2015 trotz massiven Wähleranteilsverlusten (−6,0 % auf neu 14,5 %) halten, gewählt wurde Duri Campell. Demgegenüber reichte es der Bündner BDP 2019 aufgrund erneuter starker Verluste (−5,4 % auf einen Wähleranteil von 9,1 %) nicht mehr für eine Vertretung im nationalen Parlament. Als BDP und CVP auf schweizerischer Ebene fusionierten, trat der Vorstand der BDP-Sektion Chur aus Protest geschlossen zurück, nachdem die Auflösung der Kreispartei an der Parteiversammlung vom 2. Dezember 2020 gescheitert war. Ob die beiden Parteien auch in Graubünden, wo beide Parteien sehr stark waren und auf eine lange (aber sehr unterschiedliche) Geschichte zurückblickten, die nationale Fusion auf kantonaler Ebene nachvollziehen würden, war ursprünglich unklar. Im April 2021 sprachen sich die Mitglieder der kantonalen BDP und CVP indes bei internen Konsultationen mit deutlicher Mehrheit für ein Zusammengehen aus. Infolgedessen fällten die beiden Delegiertenversammlungen in zwei parallelen Versammlungen am 7. Juni 2021 in Landquart den förmlichen Fusionsbeschluss und traten anschliessend zur ersten Delegiertenversammlung von «Die Mitte Graubünden»  zusammen.

### BDP Bern
Im Zuge anhaltender Flügelkämpfe in der Schweizerischen Volkspartei (SVP) wurde 2000 erstmals die Möglichkeit einer Abspaltung der liberalen Kräfte aus dem Kanton Bern angedacht.
Nach dem Ausschluss der Bündner SVP verlangten Exponenten der SVP Bern, die sich in der «Gruppe Bubenberg» zusammenschlossen, den Austritt der SVP Bern aus der SVP Schweiz, fanden mit dieser Forderung aber keine Mehrheit. Deshalb gründeten sie am 21. Juni 2008 die Bürgerlich-Demokratische Partei Kanton Bern (kurz BDP Bern). Zu den Gründungsmitgliedern gehörten unter anderem die Nationalrätin Ursula Haller, Ständerat Werner Luginbühl, Regierungsrat Urs Gasche und 17 Mitglieder des Berner Grossen Rates. Mehrere Ortssektionen der Berner SVP traten geschlossen zur BDP über. Durch den Parteiübertritt seiner Ortspartei SVP Rüti bei Büren zur BDP wurde auch der damalige Bundesrat Samuel Schmid Mitglied der neuen Partei.
Erstmals der Wählerschaft stellen musste sich die BDP bei den Gemeindewahlen 2008 und 2009, wobei sie sich relativ gut behaupten konnte, mit Stimmenanteilen zwischen 7,8 % (in der Stadt Bern) und 20 %. Bei den kantonalen Wahlen am 28. März 2010 wurde die Kantonalparteipräsidentin Beatrice Simon in den Regierungsrat des Kantons Bern gewählt. Sie konnte somit den Sitz des zurückgetretenen Urs Gasche verteidigen. Im Regierungsrat übernahm Simon die zuvor von Gasche innegehabte Finanzdirektion. Bei den gleichentags stattfindenden Grossratswahlen erzielte die BDP Bern einen Wähleranteil von 16,0 % und konnte damit ihre Parlamentsvertretung auf 25 Sitze ausbauen. Bei den Nationalratswahlen 2011 erreichte die BDP 14,9 % der Stimmen und vier der 26 Berner Nationalratssitze. Gewählt wurden die bisherigen (2007 für die SVP gewählten) Ursula Haller und Hans Grunder sowie neu Urs Gasche und Lorenz Hess. Auch Ständerat Werner Luginbühl konnte seinen Sitz verteidigen.
Nach diesen Anfangserfolgen verlor die Berner BDP jedoch stetig an Wähleranteilen und Sitzen. Bei den Grossratswahlen vom 30. März 2014 fuhr die BDP eine massive Niederlage ein. Sie verlor 11 Sitze und erreichte nur noch 14 Sitze im Grossrat bei einem Wähleranteil von 11,2 %. Bei den Nationalratswahlen 2015 erzielte die BDP 11,8 % und verlor somit einen Nationalratssitz, neu hatte sie drei Sitze. Bei den Grossratswahlen 2018 konnte die BDP ihre Verluste in Grenzen halten, indem sie nur einen einzigen ihrer 14 Sitze verlor (bei einem Wähleranteil von 9,0 %). Einschneidend waren dafür die Einbussen der BDP bei den Schweizer Parlamentswahlen 2019: Bei einem Stimmenanteil von noch 8,0 % musste sie einen weiteren Nationalratssitz abgeben und stellte noch zwei Nationalräte (Lorenz Hess und Heinz Siegenthaler), zudem verlor sie den Ständeratssitz.
Am 11. November 2020 genehmigten die Mitglieder der BDP und der CVP des Kantons Bern in Urabstimmungen die Fusion ihrer Kantonalparteien. Anders als auf Bundesebene war im Kanton Bern die BDP dabei der deutlich stärkere Fusionspartner.

### BDP Glarus
Mit dem politischen Stil der SVP und ihrem Vorgehen gegen die SVP Graubünden unzufriedene SVP-Mitglieder gründeten zusammen mit ehemaligen SVP-Mitgliedern am 28. August 2008 in Ennenda die BDP Glarus, nachdem sie bereits am 5. Juni die «Liberale Fraktion» im Landrat gebildet hatten. Unter ihnen war der einzige SVP-Regierungsrat Robert Marti, SVP-Vizepräsident Martin Landolt, der SVP-Fraktionschef im Landrat Ernst Disch und sieben weitere SVP-Parlamentarier des liberalen, der Tradition der ehemaligen Demokratischen Partei verpflichteten Parteiflügels.
Der erste Präsident der BDP Glarus war Martin Landolt. Landolt wurde in einer Ersatzwahl am 8. Februar 2009 in den Nationalrat gewählt und bei den eidgenössischen Wahlen 2011, 2015 und 2019 jeweils in diesem Amt bestätigt. Ab 2012 war er zudem nationaler Parteipräsident. Bei ihren ersten Landratswahlen vom 30. Mai 2010 erreichte die Glarner BDP 16,6 Prozent der Stimmen und 10 Landratssitze. Bei den folgenden kantonalen Wahlen von 2014 und 2018 verzeichnete sie jeweils leichte Verluste. 2018 stellte sie 8 Landräte bei einem Wähleranteil von 13,5 Prozent sowie einen von fünf Regierungsräten (Kaspar Becker).
Im Herbst 2020 – noch vor dem definitiven Entscheid auf nationaler Ebene – einigten sich die Kantonalsektionen von BDP und CVP, in Glarus beide ungefähr gleich stark, auf eine Parteifusion.

### Weitere Kantone
Ab Herbst 2008 wurden in allen grösseren Kantonen (ausser dem italienischsprachigen Kanton Tessin) BDP-Sektionen gegründet. Die meisten Mitglieder dieser Parteien waren früher parteipolitisch nicht aktiv, vereinzelt waren sie in FDP oder SVP engagiert. Prominenteste Mitglieder dieser kleineren Sektionen waren die ehemalige Zürcher SVP-Nationalrätin Lisbeth Fehr sowie der Dübendorfer Stadtpräsident Lothar Ziörjen (1980–1999 SVP).
In die Kantonsparlamente einziehen konnte die BDP in den historisch protestantischen Kantonen der Deutschschweiz (Aargau, Basel-Landschaft, Thurgau, Zürich, protestantische Gebiete des Kantons St. Gallen) sowie in jenen Teilen der Kantone Freiburg und Solothurn, die mit dem Kanton Bern besonders eng verbunden sind. In den Kantonen Aargau und Zürich stellte die BDP von 2011 bis 2019 zudem Nationalratsmitglieder. Bedeutungslos blieb die BDP dagegen in der französischsprachigen Schweiz sowie den Zentralschweizer Kantonen.
Am 9. Dezember 2015 beschloss die Kantonalsektion Neuenburg aufgrund fehlender Motivation ihrer Mitglieder nach nur fünf Jahren Existenz die Auflösung. Auch stärkere Kantonalsektionen gerieten in den folgenden Jahren in eine Krise. Zum Zeitpunkt ihrer Auflösung hatte die BDP ausserhalb ihrer drei Gründungskantone sämtliche Sitze in Kantonsparlamenten aufgrund von Wahlniederlagen oder Parteiübertritten verloren. 2019 sorgte die Genfer BDP-Sektion (zeitweise «Parti citoyen démocratique», PCD) kurzzeitig national für Aufsehen, indem sie Éric Stauffer, den früheren Präsidenten und Gründer der rechtspopulistischen Protestpartei Mouvement citoyens genevois, gegen den Willen der Mutterpartei aufnahm und als Kandidat für die Nationalratswahlen 2019 portierte, ohne dass sie dadurch allerdings ihren (bescheidenen) Wähleranteil nennenswert hätte steigern können.

## Wahlergebnisse

### Nationale Wahlen
| Wahl | Wähleranteil | Nationalrat | Ständerat |
| ---- | ------------ | ----------- | --------- |
| 2011 | 5,4 %        | 9/200       | 1/46      |
| 2015 | 4,1 %        | 7/200       | 1/46      |
| 2019 | 2,5 %        | 3/200       | 0/46      |

### Kantonale Wahlen
| Jahr | National- rat | Kantonsparlamente | Kantonsparlamente | Kantonsparlamente | Kantonsparlamente | Kantonsparlamente | Kantonsparlamente | Kantonsparlamente | Kantonsparlamente | Kantonsparlamente | Kantonsparlamente | Kantonsparlamente | Kantonsparlamente | Kantonsparlamente | Kantonsparlamente | Kantonsparlamente | Kantonsparlamente | Kantonsparlamente | Kantonsparlamente | Kantonsparlamente | Kantonsparlamente | Kantonsparlamente | Kantonsparlamente | Kantonsparlamente | Kantonsparlamente | Kantonsparlamente | Kantonsparlamente |
| Jahr | National- rat | ZH                | BE                | LU                | UR                | SZ                | OW                | NW                | GL                | ZG                | FR                | SO                | BS                | BL                | SH                | AR                | AI                | SG                | GR                | AG                | TG                | TI                | VD                | VS                | NE                | GE                | JU                |
| --- | ------------- | ----------------- | ----------------- | ----------------- | ----------------- | ----------------- | ----------------- | ----------------- | ----------------- | ----------------- | ----------------- | ----------------- | ----------------- | ----------------- | ----------------- | ----------------- | ----------------- | ----------------- | ----------------- | ----------------- | ----------------- | ----------------- | ----------------- | ----------------- | ----------------- | ----------------- | ----------------- |
| 2009 |               |                   |                   |                   |                   |                   |                   |                   |                   |                   |                   | n. a.             |                   |                   |                   |                   |                   |                   |                   | 3,1               |                   |                   |                   | n. a.             | n. a.             | n. a.             |                   |
| 2010 |               |                   | 16,0              |                   |                   |                   | n. a.             | n. a.             | 16,6              | n. a.             |                   |                   |                   |                   |                   |                   |                   |                   | *                 |                   |                   |                   |                   |                   |                   |                   | n. a.             |
| 2011 | 5,4           | 3,5               |                   | 1,7               |                   |                   |                   |                   |                   |                   | 1,7               |                   |                   | 5,5               |                   | n. a.             | *                 |                   |                   |                   |                   | n. a.             |                   |                   |                   |                   |                   |
| 2012 |               |                   |                   |                   | n. a.             | 0,0               |                   |                   |                   |                   |                   |                   | 1,1               |                   | n. a.             |                   |                   | 2,6               |                   | 4,4               | 4,8               |                   | 1,0               |                   |                   |                   |                   |
| 2013 |               |                   |                   |                   |                   |                   |                   |                   |                   |                   |                   | 2,9               |                   |                   |                   |                   |                   |                   |                   |                   |                   |                   |                   | n. a.             | 0,8               | 0,6               |                   |
| 2014 |               |                   | 11,2              |                   |                   |                   | n. a.             | n. a.             | 15,8              | n. a.             |                   |                   |                   |                   |                   |                   |                   |                   | *                 |                   |                   |                   |                   |                   |                   |                   |                   |
| 2015 | 4,1           | 2,6               |                   | 0,9               |                   |                   |                   |                   |                   |                   |                   |                   |                   | 3,3               |                   | n. a.             | *                 |                   |                   |                   |                   | n. a.             |                   |                   |                   |                   | n. a.             |
| 2016 |               |                   |                   |                   | n. a.             | n. a.             |                   |                   |                   |                   | 0,2               |                   | 0,5               |                   | n. a.             |                   |                   | 1,5               |                   | 2,7               | 3,1               |                   |                   |                   |                   |                   |                   |
| 2017 |               |                   |                   |                   |                   |                   |                   |                   |                   |                   |                   | 2,2               |                   |                   |                   |                   |                   |                   |                   |                   |                   |                   | 0,4               | n. a.             | n. a.             |                   |                   |
| 2018 |               |                   | 9,0               |                   |                   |                   | n. a.             | n. a.             | 14,1              | n. a.             |                   |                   |                   |                   |                   |                   |                   |                   | *                 |                   |                   |                   |                   |                   |                   | 0,5               |                   |
| 2019 | 2,5           | 1,5               |                   | 0,3               |                   |                   |                   |                   |                   |                   |                   |                   |                   | 1,8               |                   | n. a.             | *                 |                   |                   |                   |                   | n. a.             |                   |                   |                   |                   |                   |
| 2020 |               |                   |                   |                   | n. a.             | n. a.             |                   |                   |                   |                   |                   |                   | n. a.             |                   | n. a.             |                   |                   | 0,2               |                   | n. a.             | 0.9               |                   |                   |                   |                   |                   | n. a.             |
| Legende: * – Landsgemeinde oder Majorzwahlen/Gemeindeversammlungen in mehreren/allen Wahlkreisen; … – zuk. Wahlen im laufenden Jahr; gelb – Einzug ins Parlament; n. a. – nicht angetreten; Wahlergebnisse in Prozent; Quelle: |               |                   |                   |                   |                   |                   |                   |                   |                   |                   |                   |                   |                   |                   |                   |                   |                   |                   |                   |                   |                   |                   |                   |                   |                   |                   |                   |